# Johann Adolf von Anhalt-Zerbst

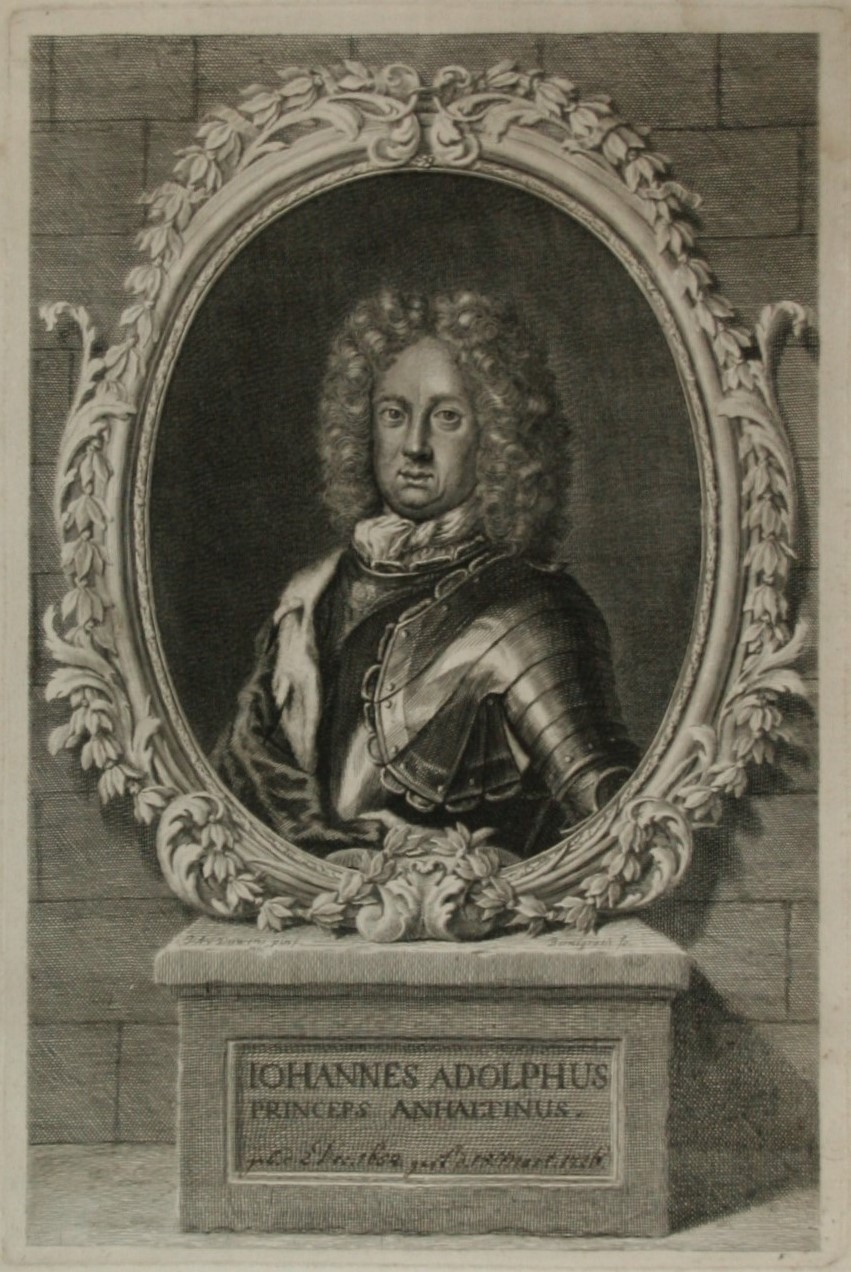
Johann Adolf von Anhalt-Zerbst

Johann Adolf von Anhalt-Zerbst (* 2. Dezember 1654 in Zerbst; † 19. März 1726 ebenda) aus dem Geschlecht der Askanier war ein Prinz von Anhalt-Zerbst, Militär und Kirchenlieddichter.

## Leben
Johann Adolf war der fünfte Sohn des Fürsten Johann von Anhalt-Zerbst (1621–1667) aus dessen Ehe mit Sophie Auguste (1630–1680), Tochter des Herzogs Friedrich III. von Holstein-Gottorp. Nach dem Tod seines Vaters stand er unter der Vormundschaft seiner Mutter, des Landgrafen Ludwig VI. von Hessen-Darmstadt und des Fürsten Johann Georg II. von Anhalt-Dessau.
Nach Abschluss seiner Kavalierstour trat er 1674 in braunschweig-lüneburgische Militärdienste und nahm am Treffen von Ensisheim gegen Marschall Turenne teil. Danach war Johann Adolf in holländischen, dänischen und brandenburgischen Diensten. Im Jahr 1684 schloss er sich dem Markgrafen Ludwig Wilhelm von Baden bei seinem Türkenfeldzug an. Beim erneuten Ausbruch des Krieges gegen Frankreich kämpfte Johann Adolf in der Schlacht von Walcourt. In der Schlacht bei Steenkerke 1692 führte er die Vorhut des Herzogs von Württemberg.
Im Jahr 1676 schloss er mit seinen Brüdern einen Hausvertrag, wobei im Land das Erstgeburtsrecht eingeführt wurde sowie Johann Adolf eine jährliche Apanage zugesichert wurde. Im Jahr 1712 nahm er an der Kaiserkrönung Karls VI. teil und wurde bei dieser Gelegenheit mit dem Hubertusorden ausgezeichnet. Johann Adolf war viel auf Reisen und beschäftigte sich mit theologischen Fragen. Er schuf mehrere Kirchenlieder, die im Zerbster Gesangbuch aufgenommen wurden. Nach dem Tod des Fürsten Viktor Amadeus von Anhalt-Bernburg erhob Johann Adolf Ansprüche auf das Senioratsamt des anhaltischen Hauses, was aber nach jahrelangen Streitigkeiten 1722 vom Reichshofrat abgewiesen wurde.
Unter dem Gesellschaftsnamen Der Starkriechende wurde er als Mitglied in die literarische
Fruchtbringende Gesellschaft aufgenommen.
Johann Adolf starb unverheiratet und kinderlos. In seinen letzten Lebensjahren hatte er sich um Kirchen und Arme verdient gemacht. Er wurde in der Zerbster Bartholomäikirche bestattet.